# (37487) 3150 T-1
3150 T-1 (asteroide 37487) é um asteroide da cintura principal. Possui uma excentricidade de 0.15954160 e uma inclinação de 5.00666º.
Este asteroide foi descoberto no dia 26 de março de 1971 por Cornelis Johannes van Houten e Ingrid van Houten-Groeneveld e Tom Gehrels em Palomar.